# 유성 인두 마찰음
유성 인두 마찰음(有聲咽頭摩擦音)은 자음의 하나로 인두에서 조음되는 유성 마찰음이다. 때로는 발음 구별 기호와 함께 표시해서 인두 접근음을 나타내는데 쓰이기도 한다.

## 예시
- 아랍어: ع에서 이 소리가 난다.
- 소말리어: c에서 이 소리가 난다.
- 체첸어: 키릴 문자 표기에서는 Ӏ, 라틴 문자 표기에서는 j에서 이 소리가 난다.
- 아파르어: q에서 이 소리가 난다.
- 몰리 스토니어: r에서 이 소리가 난다.

## 같이 보기
- 후음
- 유성 구개수 마찰음
- 성문 파열음